# Cristiana Gajoni
 (août 2025).
Motif : Manque de sources centrées, article rédigé depuis site perso, les sources citées ne sont pas accessibles, autompromotion
- Archive Wikiwix
- Bing
- Cairn
- DuckDuckGo
- E. Universalis
- Gallica
- Google
- G. Books
- G. News
- G. Scholar
- Persée
- Qwant
- (zh) Baidu
- (ru) Yandex
- (wd) trouver des œuvres sur Wikidata

| 1. | Préciser le motif de la pose du bandeau. | Précisez le motif de la pose du bandeau en utilisant la syntaxe suivante : {{admissibilité à vérifier\|date=août 2025\|motif=remplacez ce texte par le motif}}                        |
| 2. | Informer les utilisateurs concernés.     | Pensez à avertir le créateur de l'article, par exemple, en insérant le code ci-dessous sur sa page de discussion : {{subst:avertissement admissibilité à vérifier\|Cristiana Gajoni}} |

Ne doit pas être confondu avec Cristina Gajoni.
Christiana Visentin Gajoni (aussi connue sous le nom de Christiana Gajoni) née en 1978 à Rome (Italie), est une peintre et actrice italienne. Devenue citoyenne française, elle vit et travaille de manière permanente à Paris.

## Biographie
Christiana Visentin est la fille de l'actrice Cristina Gajoni et du compositeur Alberto Visentin. Elle commence à peindre dès son enfance dans l'atelier de son grand-père Adriano Gajoni.
Initialement spécialisée dans l'étude de la Nature morte, principalement peinture représentant des éléments inanimés (fruits, fleurs, divers objets...), et s'inspirant des peintres de la Renaissance, qu'elle étudia pendant des décennies. Elle commence sa carrière en tant qu'actrice très jeune,,, puis s'installe à Paris pour étudier le dessin et la peinture à l'Académie Montparnasse avant de se consacrer entièrement à la peinture.

## Distinctions artistiques
- Salon d'Automne au Grand Palais de Paris
- 30 millions d'amis à Paris, émission de télévision TF1, 1er prix de peinture[8] Enfant prodige[9],[10]

## Analyse critique
L'œuvre de Christiana Gajoni se présente comme l'une des contributions les plus cohérentes et philosophiquement riches du paysage pictural contemporain européen. Son développement du Magical Neorealism n'est pas une simple synthèse entre mimesis et imagination, mais repose sur une position ontologique précise : la peinture comme un acte interrogatif dirigé vers le visible, le corps, et le seuil entre phénomène et énigme. En ce sens, l'image ne se réduit pas à une simple représentation, mais devient un champ de tension entre réalité apparente et profondeur invisible[pas clair].
Au niveau théorique, sa recherche se croise avec l'esthétique phénoménologique (voir Merleau-Ponty), la sémiotique de l'image (voir Georges Didi-Huberman), ontologie du corps (voir Jean-Luc Nancy), et la poétique de la rêverie (voir Gaston Bachelard).

## Expositions artistiques
- 2002
  - Soirée Futuriste, exposition de caricatures théâtrales à Reims, Paris, Lyon, Naples.
- 2001
  - expo CHRISTIANA, Espace Château-Landon.
- 1999
  - D'un Autre Côté, Espace Château-Landon.
- 1998
  - CHRISTIANA, Espace Arts Lebaudy
  - Art Kanal 10, Portes Ouvertes
- 1994
  - Bacchus, Nymphes et Satyres, Crypte de La Taverne, Bordeaux
  - Spyrales, Club de la Presse. International Association of Press Clubs, Bordeaux
- 1991
  - Studio Tamaso, Milan
  - Villa Litta Carini, Bergame
- 1989
  - Exposition collective au Salon d'Art de la ville de Clairac
  - Exposition Salon d'Automne, Grand Palais, 3e prix avec Les Deux Miroirs
- 1985
  - Les Peintres du spectacle, exposition à la Maison de la Radio (Paris)
- 1981
  - 30 millions d'amis, exposition collective pour l'émission de télévision (1er prix, Peindre Son Chat)
- 1979
  - Exposition collective de peintures idéalisées d'enfants sur Saint François d'Assise dans le cloître de la Basilique des Saints-Cosme-et-Damien[Laquelle ?]

## Pages liées
- Liste de peintres italiens
- Adriano Gajoni